# O Captain! My Captain!

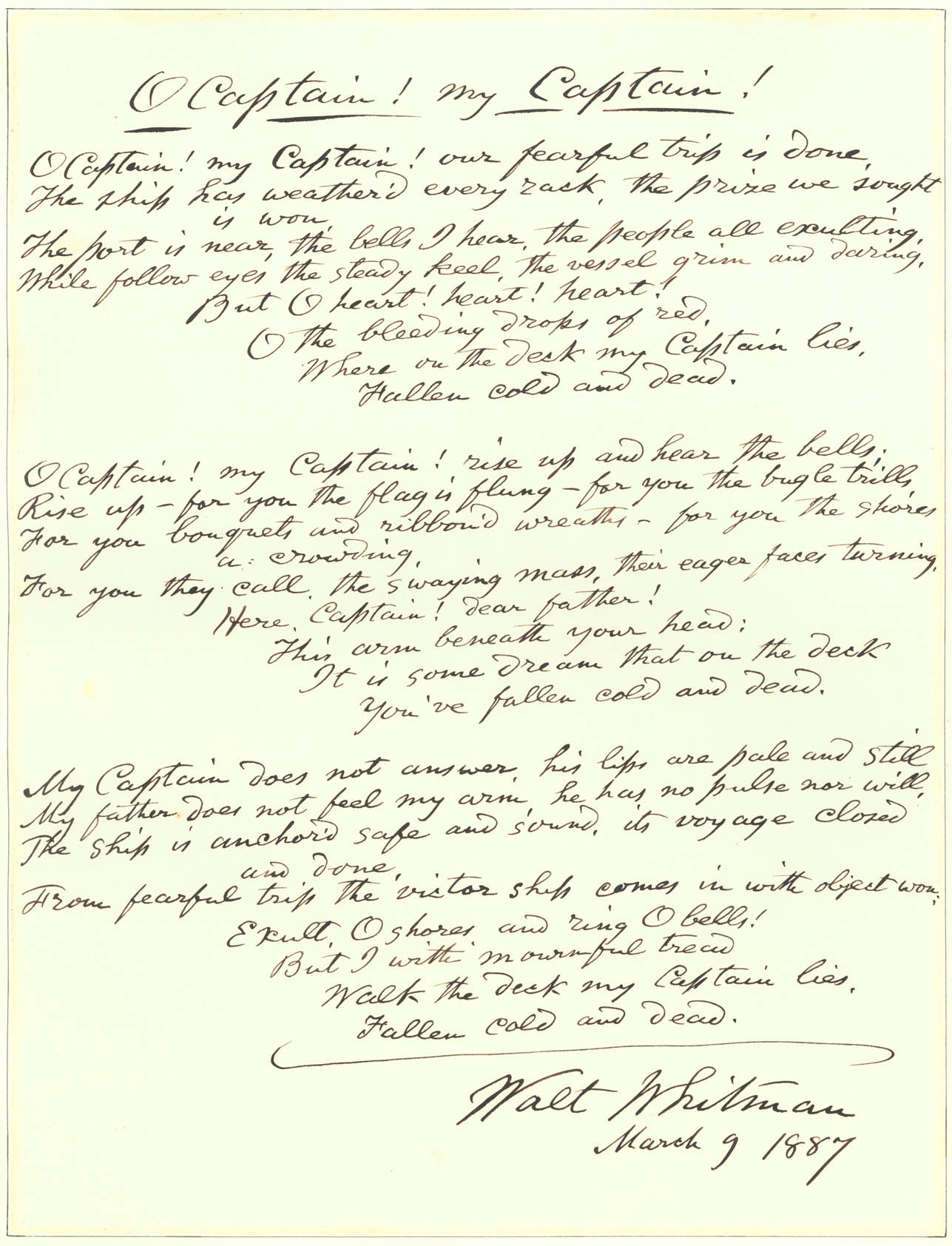
Poema manuscrito de Whitman

¡Oh, capitán! ¡Mi capitán! (del inglés: Oh Captain! My captain!) es un poema de Walt Whitman escrito en homenaje a Abraham Lincoln, presidente de EE. UU., después de su asesinato en 1865. Se publicó por primera vez el mismo año en un apéndice adjunto a la última versión de Hojas de hierba, su obra maestra.

## Texto y traducción
| El poema original O Captain my Captain! our fearful trip is done; The ship has weather’d every rack, the prize we sought is won; The port is near, the bells I hear, the people all exulting, While follow eyes the steady keel, the vessel grim and daring: But O heart! heart! heart! O the bleeding drops of red, Where on the deck my Captain lies, Fallen cold and dead. O Captain! my Captain! rise up and hear the bells; Rise up—for you the flag is flung—for you the bugle trills; For you bouquets and ribbon’d wreaths—for you the shores a-crowding; For you they call, the swaying mass, their eager faces turning; Here Captain! dear father! This arm beneath your head; It is some dream that on the deck, You’ve fallen cold and dead. My Captain does not answer, his lips are pale and still; My father does not feel my arm, he has no pulse nor will; The ship is anchor’d safe and sound, its voyage closed and done; From fearful trip, the victor ship, comes in with object won; Exult, O shores, and ring, O bells! But I, with mournful tread, Walk the deck my Captain lies, Fallen cold and dead. |  | Traducción al español ¡Oh, capitán, mi capitán! Nuestro azaroso viaje ha terminado; El barco capeó los temporales, el premio que buscamos se ha ganado; Cerca está el puerto, ya oigo las campanas, todo el mundo se muestra alborozado, la firme quilla siguen con sus ojos, el adusto velero tan audaz. Pero, ¡Oh, corazón! ¡Corazón! ¡Corazón! Oh, se derraman gotas rojas en la cubierta donde yace mi capitán caído, frío y muerto. ¡Oh, capitán! ¡Mi capitán! Levántate y escucha las campanas; levántate —por ti la enseña ondea— por ti suena el clarín; por ti son las guirnaldas y festones —por ti se apiñan gentes en la orilla; por ti claman, la inquieta masa a ti se vuelve ansiosa. ¡Escucha, capitán! ¡Querido padre! Te pongo el brazo bajo la cabeza; Un sueño debe ser que en la cubierta hayas caído frío y muerto. Mi capitán no contesta, están sus labios pálidos e inertes; Mi padre no siente mi brazo, no tiene pulso ya ni voluntad. El barco sano y salvo ha echado el ancla, el periplo por fin ha concluido; del azaroso viaje, el barco victorioso regresa logrado el objetivo. ¡Exultad, oh, costas!, y ¡sonad, oh, campanas! Mas yo, con paso fúnebre recorro la cubierta donde yace mi capitán caído, frío y muerto. |